# Eduard Ranch i Fuster
Eduard Ranch i Fuster (València, 1899 - 1967) va ser un crític musical i professor a l'Escola Internacional de la Institución Libre de Enseñanza.
Va escriure nombrosos articles del vessant de crítica musical a El Mercantil Valenciano i a La Correspondencia de Valencia; i va col·laborar amb la Radio Nacional de España a la ciutat de València.

## Col·laboracions
- Taula de Lletres Valencianes
- Valencia Atracción